# Dentherona altior
Dentherona altior är en snäckart som först beskrevs av Tom Iredale 1941.  Dentherona altior ingår i släktet Dentherona och familjen Charopidae. Inga underarter finns listade i Catalogue of Life.